# 이재율 (1986년)
이재율(1986년 5월 28일~)은 전직 KBO 리그 롯데 자이언츠의 투수이자, 현재 KBO 리그 롯데 자이언츠의 2군 불펜코치이다. 개명 이전의 이름은 이왕기이다.

## 선수 시절

### 한국 프로야구 시절

#### 롯데 자이언츠시절
2005년에 1차 지명을 받아 입단하였다. 이후 2007년까지 1군 경기에 출전했으나 2008년에는 한 경기에도 출전하지 못했고, 그 해 말 상무에 입대했으나 2010년 초 무릎 십자인대 파열로 의병 전역했다. 그러나 제대한 후에도 1군에 올라오지 못하고 팀에서 방출됐고, NC 다이노스의 입단 테스트를 받았지만 불합격했다.

#### KIA 타이거즈시절
2013년에 입단하였다. 3군에만 머물다가 시즌 후 다시 방출됐다.

### 한국 독립야구 시절

#### 고양 원더스시절
2014년에 입단하였다. 계속 재활에 매달렸으나, 더 이상 재기가 힘들다고 판단했는지 5월 하순에 조용히 퇴단했다. 입스 증세를 이유로 은퇴를 선언했다.

## 야구선수 은퇴 후
김종석 부산중학교 야구부 감독 밑에서 잠시 코치로 있다가, 2016년부터 KIA 타이거즈의 스카우트로 합류했다. 2020년부터 롯데 자이언츠의 스카우트로 활동했고, 2022년부터 롯데 자이언츠의 2군 불펜코치로 활동한다.

## 출신 학교
- 재송초등학교 (부산마린스리틀)
- 부산 대천중학교
- 부산고등학교